# Бидерман, Моше
Великий раввин Моше Бидерман (1776, Лелюв, Ченстоховский повет — 1850, Иерусалим) из Лелюва был вторым ребе хасидской династии Лелов.

## Биография
Раввин Моше Бидерман родился в 1776 году в крайней нищете в Лахуве (ныне Свентокшиское воеводство), Польша. Его отец, раввин Довид Бидерман был основателем Леловской хасидской династии. После смерти первой жены раввин Моше женился на Ривке Рохель Рабинович, дочери раввина Яакова Ицхака Рабиновича. После смерти своего отца и тестя раввин Моше Бидерман вместе со своим другом раввином Исраэлем Ицхаком Калишем из Вурков стал учеником раввина Симхи Бунима из Пешиши. В 1847 году умер раввин Калиш, и раввин Бидерман, наконец, согласился принять руководящую должность и стал раввином Пшедбужа. Незадолго до смерти раввин Бидерман решил покинуть Польшу и иммигрировать в Землю Израильскую. Через 72 дня после прибытия в Иерусалим он скончался 18 декабря 1851 года и был похоронен на Елеонской горе возле гроба пророка Захарии.

## Известные ученики
- Раввин Шломо Рабинович[англ.] из династии Радомск[англ.]